# 长舌落芒草
长舌落芒草（学名：Oryzopsis aequiglumis var. ligulata）为禾本科落芒草属下的一个变种。

## 扩展阅读
- 維基物種上的相關：长舌落芒草